# Francesco di Paola Villadicani

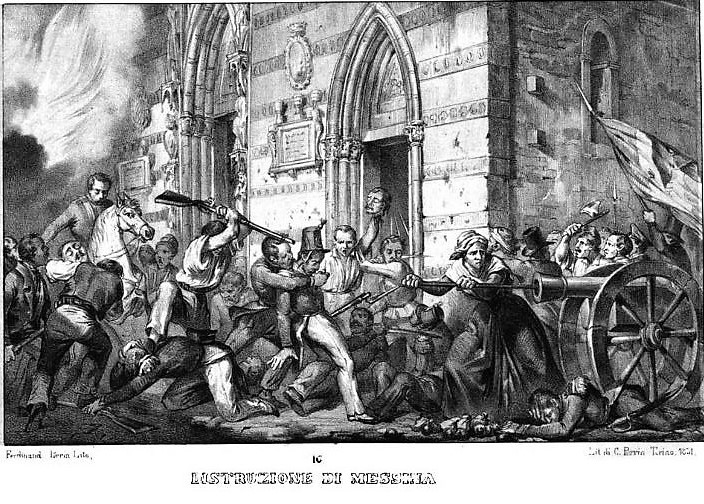
Bloedvergieten in Messina (1848): opstandelingen tegen het Bourbonregime

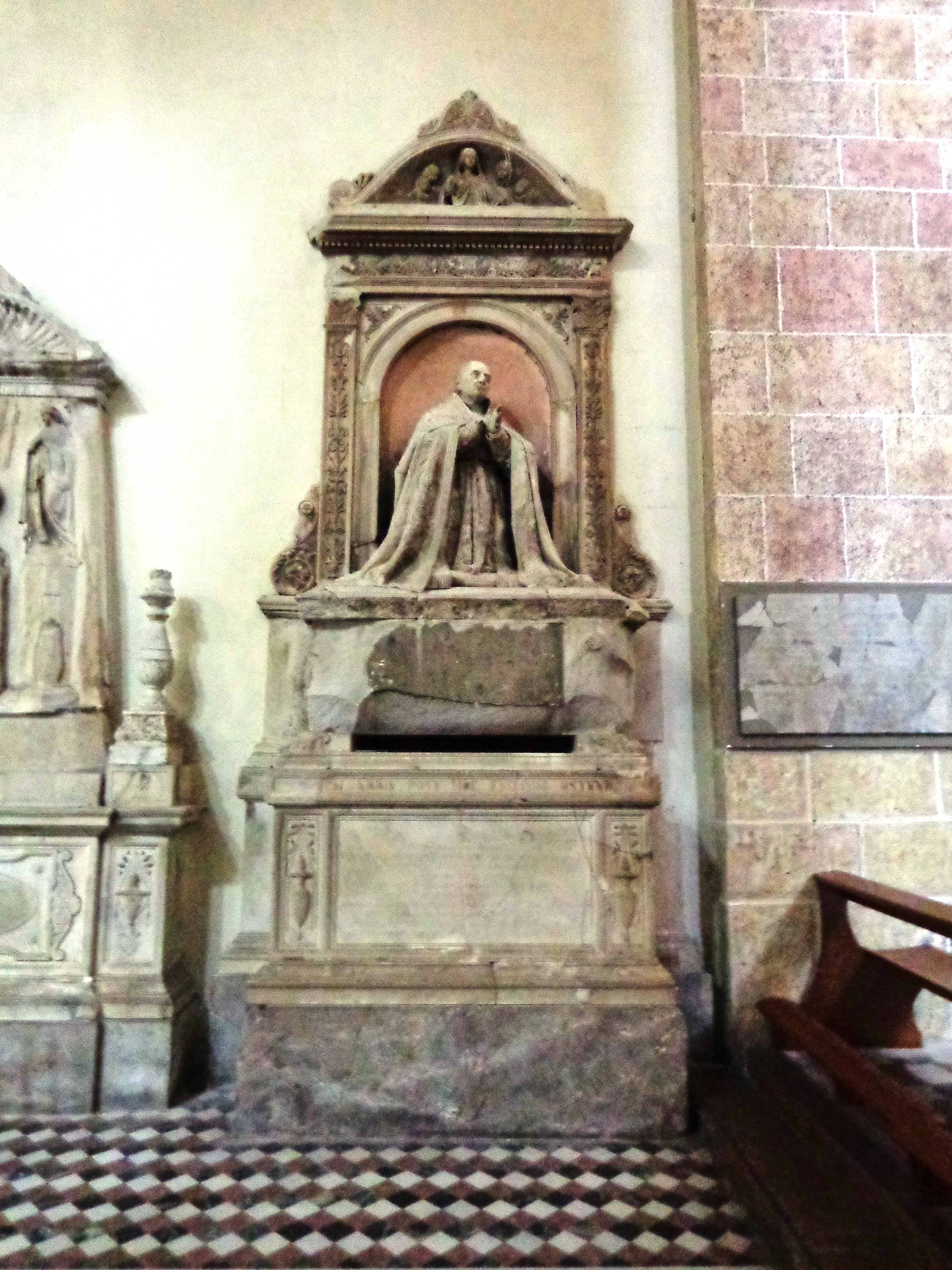
Praalgraf in de dom van Messina

Francesco di Paola Villadicani (Messina, 22 februari 1780 – aldaar, 13 juni 1861) was een edelman en prelaat in het koninkrijk der Beide Siciliën. Hij was kardinaal-aartsbisschop van Messina. Zijn steun voor de separatisten in het afgescheurde koninkrijk Sicilië (1848-1849) kostte hem zijn reputatie bij de koning der Beide Siciliën en bij de paus en zijn Curie.

## Naam
Zijn naam Villadicani wordt soms geschreven als Villadecani. Hiermee gaf zijn adellijke familie aan dat zij afstamden van Catalonische migranten (15e eeuw) uit Viladecans.

## Levensloop

### Van kanunnik tot titulair bisschop
Villadicani groeide op in Messina. Zijn adellijke ouders waren Mariano Ferdinando di Paolo Villadicani en Lucrezia Porco. Zijn vader had de titels prins van Mola, markies van Condagusta, baron van Lando, Pirago en Cartolano. Zowel zijn vader als andere familieleden zetelden in de senaat van Messina. Hij liep school in het Collegio Calasanzio, een school exclusief voor adellijke jongens. In het convent der dominicanen in Messina volgde Villadicani een priesteropleiding. De reden was dat het priesterseminarie van het aartsbisdom nog steeds in puin lag na de aardbeving van 1783. 
In 1802 werd hij tot priester gewijd door Silvestro Todari, de bisschop van het naburige Patti. Twee jaar later werd hij kanunnik in het kapittel van de kathedraal. Datzelfde jaar werd hij kapelaan van het prestigieuze adellijk gezelschap de Arciconfraternità di S. Basilio degli Azzurri.
In 1819 trad de aartsbisschop van Messina Trigona terug. De aartsbisschoppelijke troon bleef vier jaren leeg staan tot 1823. Een machtsspel ontstond in Messina. In deze periode werd Villadicani tot bisschop gewijd nadat het kapittel hem verkozen had tot bisschop in titel; zijn bisdom was het afgeschafte Ortosia in Karië, een streek in Turkije. Het bleef merkwaardig dat het kapittel een bisschop verkoos die verder geen ambt kreeg in een periode van ‘sede vacante’. De bisschopswijding, ook al was ze zonder ambt, wordt toegeschreven aan de invloed uitgeoefend door een neef van Villadicani, de invloedrijke kardinaal Emmanuele De Gregorio (1758-1839), die archimandriet was van de abdijstaat Santissimo Salvatore in Messina.

### Kardinaal-aartsbisschop
In 1823 volgde alsnog de benoeming tot aartsbisschop van Messina door paus Leo XII.
Na twintig jaar op de aartsbisschoppelijke troon ontving Villadicani de kardinaalshoed. De context was de goede verstandhouding tussen Villadicani en de Romeinse Curie, alsook met het koninklijk hof der Beide Siciliën in Napels. Koning Ferdinand II had hem een jaar eerder een officieel bezoek gebracht. De titelkerk in Rome was de Santi Bonifacio e Alessio. Deze titelkerk was voorheen in handen van zijn neef Emmanuele De Gregorio. Met zijn benoeming tot kardinaal ging een benoeming gepaard tot directeur van de Accademia Peloritana dei Pericolanti, een academie opgericht in Messina in 1729.
Nadien ging het bergaf qua verstandhouding tussen Villadicani enerzijds en de koning en de paus anderzijds. Villadicani steunde openlijk het Siciliaanse separatisme en liberalisme. Hij weigerde mee te werken aan het kadaster waarmee de regering de bezittingen wou kennen van het aartsbisdom. Villadiecani ging niet naar Rome voor ad limina-bezoeken en bij de pausverkiezing in 1846 bleef hij thuis. In 1847 publiceerde hij een catechismus in de Italiaanse taal. Hij brak hiermee met een traditie om het Siciliaans in de catechese te gebruiken, zoals zijn voorganger Gabriele Maria di Blasi dit een eeuw tevoren had ingesteld. De catechismus in het Italiaans was niet populair en werd niet herdrukt.
In de jaren 1848-1849 was het koninkrijk Sicilië afgescheurd van de Beide Siciliën/Napels. Tijdens de heftige gevechten in 1848 tussen de opstandelingen en de Bourbon-troepen werd het nonnenklooster Santa Chiara beschadigd door deze laatsten. Kardinaal-aartsbisschop Villadicani sloeg de regeringstroepen in de ban van de Roomse Kerk. 
In 1850 beval paus Pius IX dat alle Siciliaanse bisschoppen moesten samenkomen in Palermo om hen de levieten te lezen over separatistische, modernistische en liberale sympathieën die er nog leefden. Villadicani bleef thuis.
De val van Villadicani werd ingezet in 1856. Een pastoor stuurde een klachtenbrief over hem naar de Pauselijke nuntiatuur in Napels, de hoofdstad der Beide Siciliën. Zowel het koninklijk hof in Napels als het pauselijk hof in Rome gingen ermee aan de slag. In 1857 kreeg Villadicani een beroerte. Hij sprak moeilijk. Datzelfde jaar zette paus Pius IX hem opzij, en dit met steun van het koninklijk hof. Volgens sommigen leed Villadicani aan seniele dementie. Het wordt als een unicum aanzien in de Siciliaanse bisdommen dat een kardinaal opzij gezet wordt, en een titulaire bisschop optreedt als vervanger. Het bestuur van het aartsbisdom kwam zo in handen van Maria Papardo del Parco, een theatijnse priester uit Messina die loyaal was aan het Huis Bourbon. De man werd onmiddellijk tot bisschop gewijd en kreeg de eretitel bisschop van Sinope, met moderne Turkse naam Sinop; Sinop is gelegen in de voormalige kerkprovincie Amasea. Zijn ambt was dat van apostolisch administrator sede plena of gevolmachtigd bestuurder. Villadicani was opzij gezet.
Doch de politieke situatie keerde drie jaar later. De Roodhemden van Garibaldi vielen Sicilië binnen en schaften er het Bourbonregime der Beide Siciliën af (1860). Het Bourbonregime stond op instorten in Napels. De gevolmachtigde bestuurder del Parco vluchtte naar de Pauselijke Staat (1860).
Van 1860 tot 1861 bestuurde de zwaar zieke Villadicani zijn aartsbisdom, tot appreciatie van het nieuwe regime van het eengemaakte Italië. Bij zijn begrafenis in 1861 prezen de autoriteiten hem als een ‘benemerito patriota’ of een ‘verdienstelijk patriot’. Villadicani kreeg een praalgraf in de kathedraal. 
De aartsbisschoppelijke troon bleef zes jaren leeg (1861-1867) tot er orde op zaken kwam in de Siciliaanse bisdommen. Luigi Natoli (1799-1875) werd zijn opvolger in 1867. 